# Iván Arturo Corredor
Iván Arturo Corredor (Tunja, Boyacá, Colombia; 25 de junio de 1983) es un exfutbolista colombiano. Jugaba como mediocampista. Actualmente se desempeña como asesor deportivo de Patriotas Boyacá.

## Vida familiar
Su padre es el entrenador Luis Arturo Corredor quien desde hace más 3 décadas dirige a la Selección de fútbol de Boyacá en distintas categorías.
Su hermano Diego Andrés Corredor también fue futbolista y actualmente se encuentra sin equipo, luego de dejar la dirigencia del equipo de primera división “Once Caldas”.

## Trayectoria
Es un mediocampista que fue traído de la Selección Boyacá por el cazatalentos León Fernando Villa al Independiente Medellín en el 2001 y debutó con el equipo profesional en el 2002. Sólo hasta el 2008 Iván Corredor logró ser pieza fundamental del Independiente Medellín, con el marcó que cinco goles en su carrera profesional (dos contra el Deportes Quindío, uno contra el Boyacá Chicó, uno contra el Atlético Nacional en el clásico paisa y uno contra el Peñarol en la Copa Libertadores 2009). Se marcha del "Poderoso de la montaña" habiendo jugado 82 partidos.
Para el segundo semestre del 2009, Corredor sale del Independiente Medellín como préstamo con opción de compra para jugar en el Deportes Tolima. Luego de cumplida la temporada en el Torneo Finalización, Corredor sale del Tolima y pasa al club La Equidad de Bogotá.
Con La Equidad en la fecha 14 del Apertura 2010, marcó su sexto gol como profesional contra su antiguo club Independiente Medellín, a su vez anotó su primer gol en la Copa Colombia 2010 jugando contra Academia en la fase de grupos regionales. Terminado el Finalización 2010, Corredor sale de La Equidad.
Luego de un semestre sin jugar, Corredor es transferido al equipo Patriotas F.C. para el segundo semestre del año 2011. Debutó como jugador del equipo boyacense, anotando a los cinco minutos de ingresar su primer gol en el compromiso correspondiente a la segunda fecha de la Primera B 2011-II contra Pacífico F.C., en la ciudad de Tunja. Iván, a tan solo un semestre de llegar al equipo boyacense, consiguió con este el ascenso derrotando al América de Cali en el juego correspondiente a la promoción del fútbol colombiano en el año 2011 siendo parte de la histórica plantilla que consiguió por fin ascender a un club de fútbol del departamento de Boyacá a la  Primera división del fútbol de Colombia. En enero de 2013 retorna a la ciudad de Bogotá para jugar nuevamente con La Equidad. En julio de 2013 tenía previsto su regreso al Patriotas, pero el jugador decidió dejar las canchas por algún tiempo, afirmando que haría esto por un problema crónico en una de sus rodillas. Luego de una larga temporada fuera de las canchas vuelve a ser parte del Patriotas F.C. para el Torneo Finalización 2014

## Clubes
| Club                   | País                | Año                 | Partidos | Goles |
| ---------------------- | ------------------- | ------------------- | -------- | ----- |
| Independiente Medellín | Colombia            | 2002 - 2009         | 82       | 5     |
| Deportes Tolima        | Colombia            | 2009                | 12       | 0     |
| La Equidad             | Colombia            | 2010                | 20       | 2     |
| Patriotas Boyacá       | Colombia            | 2011 - 2012         | 33       | 2     |
| La Equidad             | Colombia            | 2013                | 8        | 2     |
| Patriotas Boyacá       | Colombia            | 2014 - 2015         | 50       | 3     |
| Total en su carrera    | Total en su carrera | Total en su carrera | 205      | 14    |

## Palmarés

### Campeonatos nacionales
| Título              | Club                   | País     | Año  |
| ------------------- | ---------------------- | -------- | ---- |
| Torneo Finalización | Independiente Medellín | Colombia | 2002 |
| Torneo Apertura     | Independiente Medellín | Colombia | 2004 |
| Primera B           | Patriotas Boyacá       | Colombia | 2011 |